# Hastag Holding
Die Hastag Holding mit Sitz in Birmensdorf ist ein Schweizer Baustoff- und Tiefbauunternehmen. Die Unternehmensgruppe beschäftigt rund 340 Mitarbeiter und erwirtschaftete 2006 einen Umsatz von 180 Millionen Schweizer Franken. Die Hastag Gruppe ist Teil der Division „Sand, Kies und Beton“ der Jura-Holding, welche seit November 2000 zum irischen Baustoffkonzern CRH plc gehört, tritt aber weiterhin mit eigenem Namen und eigenem Erscheinungsbild auf dem Markt auf.

## Tätigkeitsgebiet
Das Kerngeschäft der Unternehmensgruppe bilden die beiden Gebiete Baustoffe und Tiefbau.

### Baustoffe
Hastag verfügt über vier eigene Kieswerke und produziert mehrere normierte Gesteinskörnungen für Beton, Asphalte und Oberflächen von Strassen, Flugplätzen und anderen Verkehrswegen, Kiessande für Fundationsschichten, Wandkies, Strassenkies, Planiekies sowie weitere Kiese und Sande.
In eigenen Werken produziert Hastag aus Gesteinskörnungen und Zement normierten Beton, Mörtel, Recyclingbeton sowie Beton mit speziellen Eigenschaften. Weiter stellt das Unternehmen Kalksandstein in verschiedenen Grössen her.
Darüber hinaus ist das Unternehmen auch im Recycling von Baustoffen aller Art tätig und führt Altlasten- und Spezialentsorgungen aus.

### Tiefbau
Hastag ist in allen wesentlichen Bereichen des Tiefbaus tätig. Dieser umfasst Systemtiefbau, Erdbau, Ingenieurtiefbau, Kanalisationsbau, Strassenbau und Wasserbau, bis hin zu verschiedensten Spezialverfahren. Auf dem Gebiet des Spezialtiefbaus führt das Unternehmen Baugrubensicherungen, Geschoss- und Kellerausbauten, die Sicherung bei Unwetterschäden, Lawinen-, Fels- und Hangsicherungen sowie Bahndamm- und Strassensanierungen durch. Zudem ist das Unternehmen auch auf Bohrungen für Grundwasserentnahmen und für Erdwärmesonden spezialisiert.

## Geschichte
Das Unternehmen wurde 1946 durch Hans Stutz als Einzelfirma mit einem Lastwagen in Uitikon gegründet. 1951 übernahm er die Firma Hörnlimann & Sohn mit vier LKW. 1957 erstellte Stutz eine eigene Kiesaufbereitung in Birmensdorf. Der gute Geschäftsverlauf ermöglichte ihm, 1969 die Kies AG Zürich zu übernehmen. Diese bildete die Basis für die daraus entstandene Stutz Gruppe. In der Folge gründete Stutz die FBB Frischbeton + Belag AG Birmensdorf und baute seine Gruppe sukzessive aus. Mit der Übernahme der Grundag AG, einem der führenden Anbieter von Erdwärmesonden, stieg Stutz 2001 in den Bereich Erdwärme ein.
2002 wurde die Stutz Gruppe neu organisiert und alle zur Gruppe gehörigen Tochtergesellschaften unter dem gemeinsamen Namen Hastag in eine Holdingstruktur eingebunden.